# 스위트 드림 (영화)
《스위트 드림》(영어: Sweet Dreams)은 미국에서 제작된 캐럴 라이스 감독의 1985년 전기 드라마 영화이다. 제시카 랭 등이 출연하였고, 버나드 슈워츠 등이 제작에 참여하였다.

## 출연진
- 제시카 랭
- 에드 해리스
- 앤 웨지워스
- 데이비드 클레넌
- 제임스 스테일리
- 게리 바사라바
- 존 굿맨
- P. J. 솔스

## 기타 제작진
- 미술: 앨버트 브레너
- 의상: 앤 로스